# Champions vs. Champions figiana
Il Champion versus Champion (CVC) (in italiano Campione contro Campione) è un torneo di calcio organizzato a Figi dalla Fiji Football Association. Le due partite di andata e ritorno sono giocate all'apertura della stagione. Nel vecchio formato giocavano il vincitore del campionato figiano e del campionato interdistrettuale, e nel caso in cui la squadra vincitrice del campionato figiano ed interdistrettuale fosse stata la stessa, avrebbe giocato la squadra vincitrice della Battle of Giants.
Tuttavia, a partire dall'inizio della stagione 2010, i vincitori di tutti i tornei delle Figi hanno giocato gare da andata e ritorno.

## Albo d'oro
| Anno | Vincitrice del campionato | Vincitrice di un altro torneo | Andata      | Ritorno     | Vincitore | Note |
| ---- | ------------------------- | ----------------------------- | ----------- | ----------- | --------- | --- |
| 1992 | Ba                        | Labasa                        | 0 - 0       | 0 - 1       | Labasa    | - |
| 1993 | Nadroga                   | Ba                            | 1 - 0       | 0 - 2       | Ba        | - |
| 1994 | Ba                        | Labasa                        | 1 - 1       | 1 - 0       | Ba        | - |
| 1995 | Ba                        | Tavua                         | 4 - 1       | 0 - 0       | Ba        | - |
| 1996 | Suva                      | Ba                            | 1 - 3       | 0 - 2       | Ba        | - |
| 1997 | Suva                      | Ba                            | 0 - 5       | 1 - 2       | Ba        | - |
| 1998 | Ba                        | Nadi                          | 3 - 0       | 1 - 2       | Ba        | - |
| 1999 | Ba                        | Nadi                          | 2 - 1       | 0 - 1       | Ba        | Il Ba ha vinto dopo le proteste                                                                                |
| 2000 | Nadi                      | Ba                            | 0 - 3       | 1 - 0       | Ba        | - |
| 2001 | Ba                        | Rewa                          | 0 - 0       | 4 - 1       | Ba        | - |
| 2002 | Ba                        | Nadi                          | 3 - 0       | 4 - 1       | Ba        | - |
| 2003 | Ba                        | Rewa                          | 2 - 2       | 2 - 0       | Ba        | - |
| 2004 | Ba                        | Rewa                          | 2 - 1       | 1 - 1       | Ba        | - |
| 2005 | Ba                        | Lautoka                       | 1 - 0       | 1 - 1       | Ba        | - |
| 2006 | Ba                        | Suva                          | 1 - 1       | 6 - 2       | Ba        | - |
| 2007 | Ba                        | Labasa                        | 0 - 1       | 1 - 2       | Labasa    | - |
| 2008 | Ba                        | Lautoka                       | 1 - 0       | 4 - 2       | Ba        | - |
| 2009 | Navua Lautoka Ba          | Lautoka Ba Navua              | 1-1 0-2 0-1 | 0-1 7-0 0-3 | Lautoka   | Campioni del 2009: Campionato - Lautoka Battle of the Giants - Ba Campionato interdistrettuale e coppa - Navua |
| 2010 |                           |                               |             |             | Rewa      | Partecipanti: - Ba - Rewa - Lautoka - Navua                                                                    |
| 2011 |                           |                               |             |             | Ba        | Partecipanti: - Ba - Labasa - Rewa - Suva                                                                      |
| 2012 | Ba                        | Suva                          | 1 - 0       | 5 - 1       | Ba        | - |
| 2013 | Ba                        | Nadi                          | 1 - 1       | 1 - 1       | Ba        | Il Ba vince la terza partita per 2-1                                                                           |
| 2014 | Ba                        | Suva                          | 5 - 3       | 2 - 1       | Ba        | - |
| 2015 | Suva                      | Nadi                          | 0 - 1       | 1 - 1       | Nadi      | - |
| 2016 | Nadi                      | Suva                          | 1 - 0       | 1 - 1       | Nadi      | - |
| 2017 | Ba                        | Lautoka                       | 0 - 1       | 0 - 0       | Lautoka   | - |
| 2018 | Lautoka                   | Labasa                        | 0 - 0       | 0 - 1       | Labasa    | - |
| 2019 | Lautoka                   | Ba                            | 1 - 2       | 0 - 1       | Ba        | - |
| 2020 | Ba                        | Labasa                        | 0 - 0       | 1 - 2       | Labasa    | - |
| 2021 | Suva                      | Labasa                        | 1 - 1       | 1 - 2       | Labasa    | - |